# 三氟乙酸铑(II)
三氟乙酸铑(II)是一种无机化合物，化学式为Rh
2(O
2CCF
3)
4。它可用作一些有机反应的催化剂。其单晶数据通过石墨单色化的Mo靶X射线衍射收集、结构经数据处理后得到。它和其它M2羧酸根配合物一样，具有中国灯笼结构，该分子中存在Rh-Rh键，键长为2.38 Å。

## 合成
三氟乙酸铑(II)可由乙酸铑(II)和热的三氟乙酸反应制得：
Rh
2(O
2CCH
3)
4  +  4 HO
2CCF
3   →  Rh
2(O
2CCF
3)
4 +  4 HO
2CCH
3

## 反应
三氟乙酸铑(II)常以2:1的计量比和一系列的路易斯碱形成加合物，路易斯碱在Rh(II)中心的轴向位置与之键合：
Rh
2(O
2CCF
3)
4  +  2 L   →  Rh
2(O
2CCF
3)
4L
2 (L = CO, RCN, R2SO, R3P, ...)
它也可以和很弱的碱（如六甲苯或S8）形成加合物。
它和不同配体（L）形成的加合物（Rh2(O2CCF3)4·2L）的颜色不同，配体为水、三乙胺、吡啶、三苯基膦和二乙硫醚时，分别为蓝色、玫瑰红色、橙红色、橙黄色和玫瑰红色；Rh2(O2CCF3)4S8和[Rh2(O2CCF3)4]3(S8)2为暗紫色晶体。

## 应用
三氟乙酸铑(II)可用于催化偶氮基团的一些有机转化，例如：
它的二水合物（Rh2(O2CCF3)4(H2O)2）可用于催化光化学析氢反应。